# Neighbours from Hell 2: On Vacation
Neighbours from Hell 2: On Vacation è il seguito del gioco Neighbours from Hell. Il gioco è prodotto dalla JoWooD per: Microsoft Windows uscito il 27 marzo 2006, Nintendo GameCube e Xbox uscito il 3 marzo 2005 e Nintendo DS uscito l'11 giugno 2009.

## Trama
Mr. Rottweiler, per sfuggire dagli scherzi di Woody, prenota un viaggio intorno al mondo, ma Woody riesce a salire a bordo per seguirlo con la troupe dello show. Durante il gioco Mr. Rottweiler fa diverse tappe e tenta di conquistare Olga. Woody fa una serie di scherzi a Mr. Rottweiler, però dopo il tour in Cina la madre di Rottweiler entra in scena per aiutare suo figlio a non essere sempre vittima degli scherzi di Woody.
Il gioco finisce con lo scherzo finale di Woody, che toglie la sicura del timone della nave causando l'affondamento.

## Modalità di gioco
La modalità di gioco è molto simile all'originale, con una visione laterale di una mappa dove si trovano diversi oggetti usati dal vicino ed oggetti che Woody può raccogliere ed interagire con lo scenario per sabotare la routine del vicino.
L'obiettivo è far scherzi al vicino mentre esegue una determinata routine. A differenza dell'originale non esiste percentuale bensì dei gettoni, uno per ogni scherzo compiuto con successo. Facendolo arrivare al punto di rottura si riceverà un trofeo dorato, ma è necessario seguire una particolare pista per raggiungere tale obiettivo.
Dal secondo episodio della nave Mama Rottweiler salirà a bordo, diventando parte del cast, anche se Woody può però fare scherzi per far arrabbiare la madre con il vicino, è però da evitare perché come Rottweiler picchierà Woody se lo vede.
Come nel gioco originale, ci sono dei nascondigli infilati nella mappa dove Woody può nascondersi dal vicino o da sua madre, dove non noteranno la presenza di Woody anche se è nella stessa area

## Ambientazione
A differenza del primo capitolo, l'ambientazione cambia di volta in volta.
Le ambientazioni sono:
- Nave: è la nave da crociera per il viaggio del vicino. Ha 3 livelli, uno per ogni tappa ed è dove ambientato il livello finale.
- Cina: è la prima tappa con 3 mappe
- India: è la seconda tappa, Ha 4 mappe, qui compare la madre del vicino
- Messico: è l'ultima tappa del viaggio del vicino Mr. Rottweiler. Ha 2 livelli.

## Personaggi
- Woody: è il protagonista che farà di tutto per rovinare le vacanze a Mr. Rottweiler.
- Mr. Rottweiler: è l'irritabile vicino e antagonista, violento ed antipatico e obiettivo principale degli scherzi di Woody.
- Olga: è una passeggera. Mr. Rottweiler durante le vacanze tenterà di conquistarla ma non ci riuscirà. Woody rovinerà i tentativi del vicino con lei facendola arrabbiare con lui.
- Figlio: è il figlio di Olga. Non sta molto simpatico a Mr. Rottweiler per cui lo infastidirà.
- Mama Rottweiler: è la madre di Mr. Rottweiler, si è introfulata nella nave per aiutare suo figlio. Molte volte chiederà a suo figlio di svolgere per lei delle faccende e a differenza del primo capitolo è un ostacolo per Woody. Ha un piccolo cagnolino pestifero che si porta sempre dietro.
- Joe: è il direttore dello show. Appare durante i tutorial.